# Patti Wicks
Patti Wicks (* 24. Februar 1945 in Islip (New York) als Patricia Ellen Chappell; † 7. März 2014 in West Palm Beach) war eine US-amerikanische Jazzsängerin und Pianistin, die in der Musikszene von New York und Florida aktiv war.

## Leben und Wirken
Wicks begann mit drei Jahren Klavier zu spielen und besuchte später die Crane School of Music an der SUNY at Potsdam. Beeinflusst vom Spiel Bill Evans’, begann sie professionell aufzutreten und zog nach New York City, wo sie in kleinen Ensembles spielte. Sie leitete auch ein eigenes Trio, in dem Bassisten wie Sam Jones, Richard Davis, Brian Torff und Mark Dresser sowie die Schlagzeuger Curtis Boyd, Louis Hayes, Mickey Roker und Alan Dawson spielten. In den 1970er-Jahren zog sie nach Florida; dort arbeitete sie als Musikerin u. a. mit Clark Terry, Larry Coryell, Frank Morgan, Ira Sullivan, Flip Phillips, Anita O’Day, Rebecca Parris, Roseanna Vitro und Giacomo Gates. Daneben unterrichtete sie Jazzpiano an Colleges und gab Privatstunden.
1997 legte sie ihr Debütalbum Room at the Top: The Patti Wicks Trio vor; außerdem gastierte sie in  Marian McPartlands NPR-Sendung Piano Jazz. Im Bereich des Jazz war sie zwischen 1997 und 2010 an zehn Aufnahmesessions beteiligt.
Laut Allmusic steht sie in der Tradition von Jeri Southern, Nina Simone und Shirley Horn. Zwar sei ihr Stimmumfang beschränkt, ihre Diktion, Phrasierung und Intonation seien jedoch exzellent.

## Diskographische Hinweise
- Love Locked Out (2003), mit Joe LaBarbera und Keter Betts
- Basic Feeling (2005), mit Claudio Chiara, Giovanni Sanguineti, Giovanni Gullino
- Italian Sessions (2007), mit Gianni Basso, Giovanni Sanguineti, Giovanni Gullino
- It’s a Good Day (2008), mit Giovanni Sanguineti, Giovanni Gullino
- Dedicated To (2009), mit Scott Hamilton, Giovanni Sanguineti, Giovanni Gullino